# Parlament Moldavije
Parlament Moldavije (rumunjski: Parlamentul Republicii Moldova) je jednodomna skupština sa 101 zastupnikom. Njezini članovi biraju se na općim izborima svake četiri godine. Parlament tada bira predsjednika, koji funkcionira kao šef države. Predsjednik imenuje premijera kao šefa vlade koji pak sastavlja vladu i koju odobrava parlament.
Prema Ustavu Moldavije iz 1994. godine, Parlament je vrhovni organ i predstavnik jednog zakonodavnog tijela države. Pravo zakonodavne inicijative pripada članovima parlamenta, predsjedniku parlamenta (osim prijedloga da izmijeni Ustav) i Vladi. U ostvarivanju tog prava zastupnik i predsjednik države predstavljaju parlamentu nacrt radova i prijedlog zakona, a Vlada predstavlja radni papir.
Zgrada parlamenta je nekada bila Centralni komitet Komunističke Partije Moldavije nalazi se na Ştefan cel Mare bulevaru (bivši Lenjinov bulevar). Arhitekti su A. N. Cherdantsev i G. N. Bosenko. Zgrada je stradala u prosvjedima 2009. godine i još nije sanirana. Međutim, u razdoblju od 2012. do 2013. napravljeni su radovi i parlament se vratio u zgradu u veljači 2014.

## Vanjske poveznice
- Službena stranica
- Parlamentarni izbori u Moldaviji